# Drapeaux coloniaux français
Certaines colonies, protectorats et mandats de l'empire colonial français ont utilisé des drapeaux coloniaux distinctifs. 
Ceux-ci ont le plus souvent le drapeau tricolore français incrusté.

## Drapeaux coloniaux avec un drapeau tricolore
Il s'agit du drapeau d'origine de la colonie sur lequel est ajouté le drapeau français au canton (moitié supérieure proche du mât).
Des sources navales montrent que de tels drapeaux étaient utilisés dans le mandat français de Syrie mais avec des bandes inégales, comme dans celui du pavillon français. Il est probable que ces versions étaient utilisées en mer et que sur terre le drapeau tricolore avait des bandes égales standard.
Pour des raisons de simplicité les drapeaux coloniaux français présenté dans cet article sont classés en fonction de leur apparence, cela n'implique pas des origines communes ou l'existence de drapeaux dégradés utilisés par le gouvernement français, sauf indication contraire.

### Fond rouge
- Laos, Indochine française : le Laos fait partie de l'Indochine française à partir de 1893. Le drapeau tricolore a été ajouté au drapeau du royaume de Luang Prabang, qui était rouge avec un éléphant blanc à trois têtes sur un socle et sous un parasol.
- Maroc : le protectorat au Maroc de 1919 à 1953 a utilisé le drapeau national avec un drapeau tricolore au canton comme pavillon civil.
- Tunisie : de 1881-1956, la Tunisie était un protectorat français. Il a été rapporté que le drapeau tricolore a été ajouté au drapeau tunisien pour être utilisé comme pavillon civil, comme au Maroc, mais il semble que ce drapeau n'a jamais été officiel.
- Wallis-et-Futuna : le drapeau non officiel, mais couramment utilisé, de Wallis-et-Futuna est rouge avec quatre triangles blancs disposés en carré avec le drapeau tricolore au canton bordé de blanc.

### Fond bleu
- Damas : cette partie du mandat français de la Syrie 1922-1925, utilise un drapeau bleu avec un disque blanc au centre et le drapeau tricolore au canton.
- Syrie (1920) : le mandat français de la Syrie a peut-être utilisé un drapeau bleu ciel avec un croissant blanc et une étoile, et le drapeau tricolore au canton.
- En 1939, le drapeau du gouverneur général était un drapeau carré bleu et le drapeau français au canton. Avec un terminaison en queue d'aronde, ce drapeau était celui des gouverneurs coloniaux.

### Fond blanc
- Alep : cette partie du mandat français de la Syrie (1920-1925) a utilisé un drapeau blanc avec le drapeau tricolore au canton et trois étoiles jaunes à cinq branches formant un triangle.
- Lattaquié : cette partie du mandat français de la Syrie a utilisé un drapeau blanc, rapport 2/3, avec le drapeau tricolore au canton qui prend jusqu'à 1/9 de la surface du drapeau, des triangles rouges dans les trois autres coins, et un rayon de soleil couleur or au centre du drapeau.
- La première bannière de la Révolution française avait un champ blanc avec un drapeau tricolore au canton, bien que l'ordre des couleurs a été inversée depuis.

### Fond vert
- Togo : le drapeau utilisé dans les années 1957-1958 avait deux étoiles blanches à cinq branches sur un fond vert, l'une dans le coin inférieur gauche, l'autre dans le coin supérieur droit.

### Fond jaune
- Annam, Indochine française : la province d'Annam, qui fait partie de l'Union de l'Indochine française à partir de 1886 et jusqu'en 1954, a utilisé un drapeau avec un fond jaune clair, en deux formes, l'un avec un rapport de 2/3 et l'autre 1/1 (carré).

### Fond multi-couleurs
- État des Druzes : de 1924 à 1936, cette partie du mandat français de la Syrie avait un drapeau avec une bande verticale blanche sous le drapeau tricolore en canton, avec le reste du drapeau composée de rayures horizontales vertes, rouges, jaunes, bleues et blanches.
- Syrie : en 1922, les États de Damas, d'Alep et de Lattaquié sont réunis en une fédération syrienne avec un drapeau fédéral composé de bandes horizontales vert-blanc-vert et le drapeau tricolore en canton. Ce drapeau a également été utilisé lorsqu'Alep et Damas ont fusionné.

## Drapeaux à motifs différents

### Tricolores modifiés
- Liban : le mandat français du Grand Liban (1920-1943) utilise le drapeau tricolore français avec un cèdre vert au milieu.

### Autres motifs
- Polynésie française : le drapeau de la Polynésie française a des rayures horizontales rouge-blanc-rouge avec une bande blanche qui fait deux fois la hauteur de chacune des deux bandes rouges, et contient un emblème constitué d'un bateau, du soleil et de vagues.

## Galeries

### Drapeaux historiques

Drapeau d'Annam, Indochine française (1923-1945)
Drapeau du Laos, Indochine française (1893-1953)
Drapeau du Togo français (1957-1958)
Drapeau du Gabon (1959-1960)
Drapeau de la Tunisie française (1881-1956)
Drapeau de la Syrie mandataire (1920-1922)
Drapeau de la Fédération syrienne (1922-1924) puis de la Syrie jusqu'au traité d'indépendance franco-syrien (1924-1930)
Drapeau de l'État des Alaouites (1920-1936)
Drapeau de l’État d'Alep durant le mandat français en Syrie (1920-1924)
Drapeau de l’État de Damas durant le mandat français en Syrie (1920-1924)
Drapeau de l’État des Druzes durant le mandat français en Syrie (1924-1936)
Drapeau de Majliss Enniabi durant le mandat français en Syrie (1924-1936)
Drapeau de  Madagascar durant le protectorat français (1885-1895)
Drapeau de la Marine Marchande du protectorat français au Maroc (1919-1946)
Drapeau de Vanuatu (1887-1906)
Drapeau du Tahiti durant le protectorat français (1842-1880)
Drapeau du Grand Liban durant le mandat français (1920–1946)
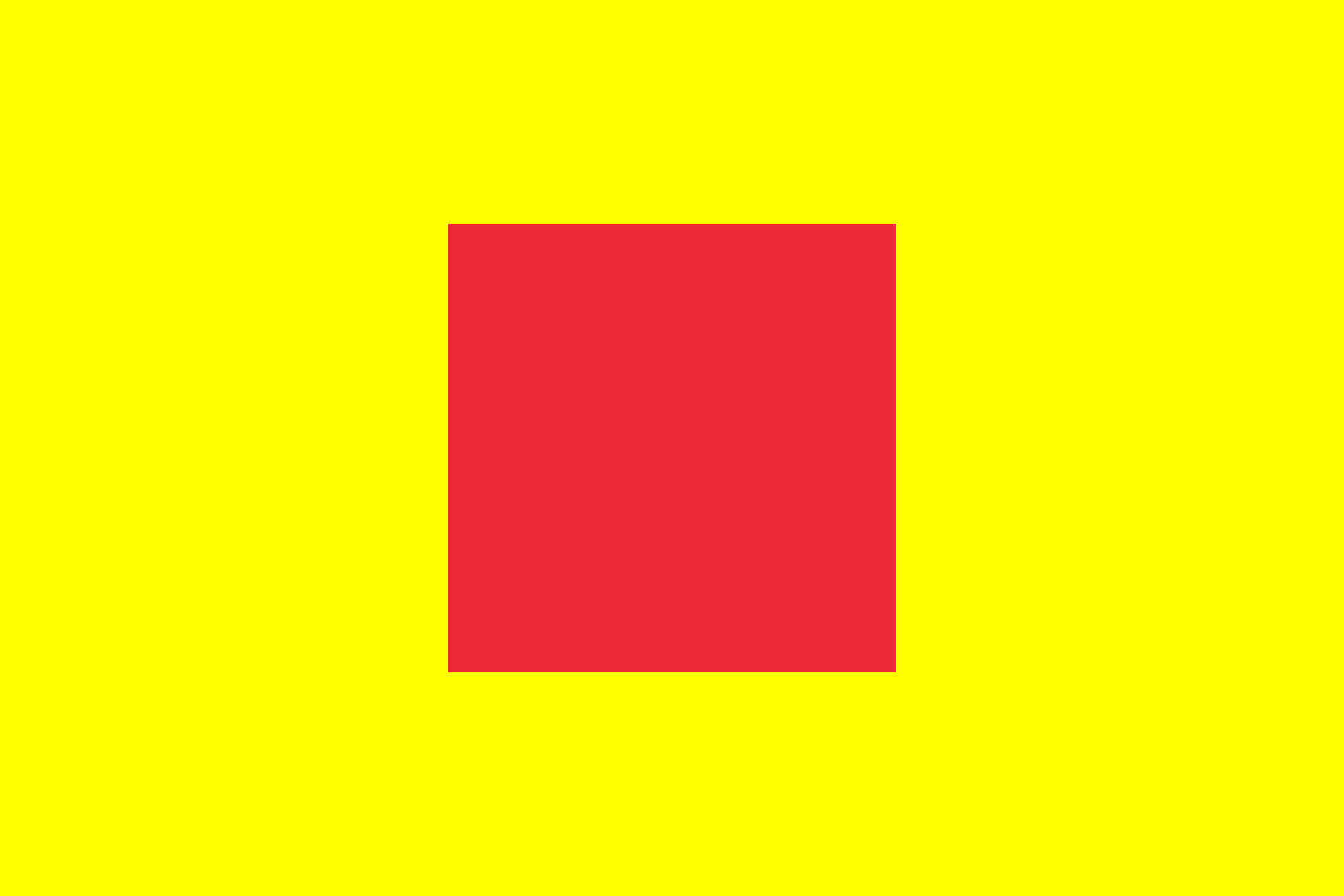
Drapeau des Tai Dón (1944-1953)
Drapeau du pays Montagnard du Sud de l'Indochine (1946-1950)
Drapeau du Territoire autonome Taï (1946-1950)
Drapeau du Pays Taï (1950-1955)
Drapeau des Tày (1947-1954)
Drapeau de la région autonome Muong (1948-1954)
Drapeau du protectorat français de Wallis-et-Futuna (Uvea) (1860-1886)
Drapeau du Soudan français (1958-1959)
Drapeau du Congo français (1959-1970)
Drapeau du protectorat de Sarre (1947-1956)
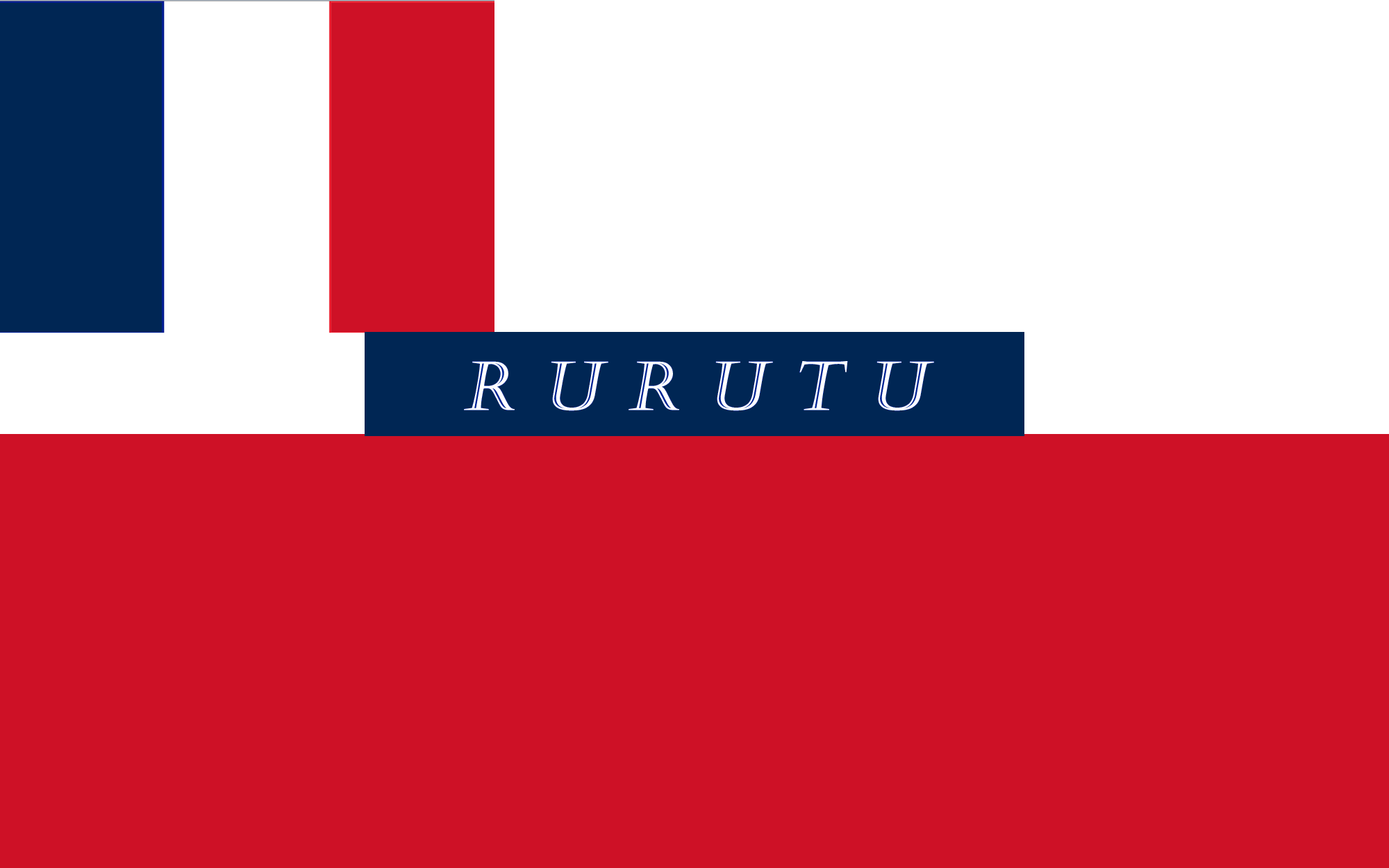
Drapeau du protectorat français de Rurutu en Polynésie française (1889-1900)
Drapeau du gouverneur français
Drapeau du protectorat français de Rimatara en Polynésie française (1891-1900)
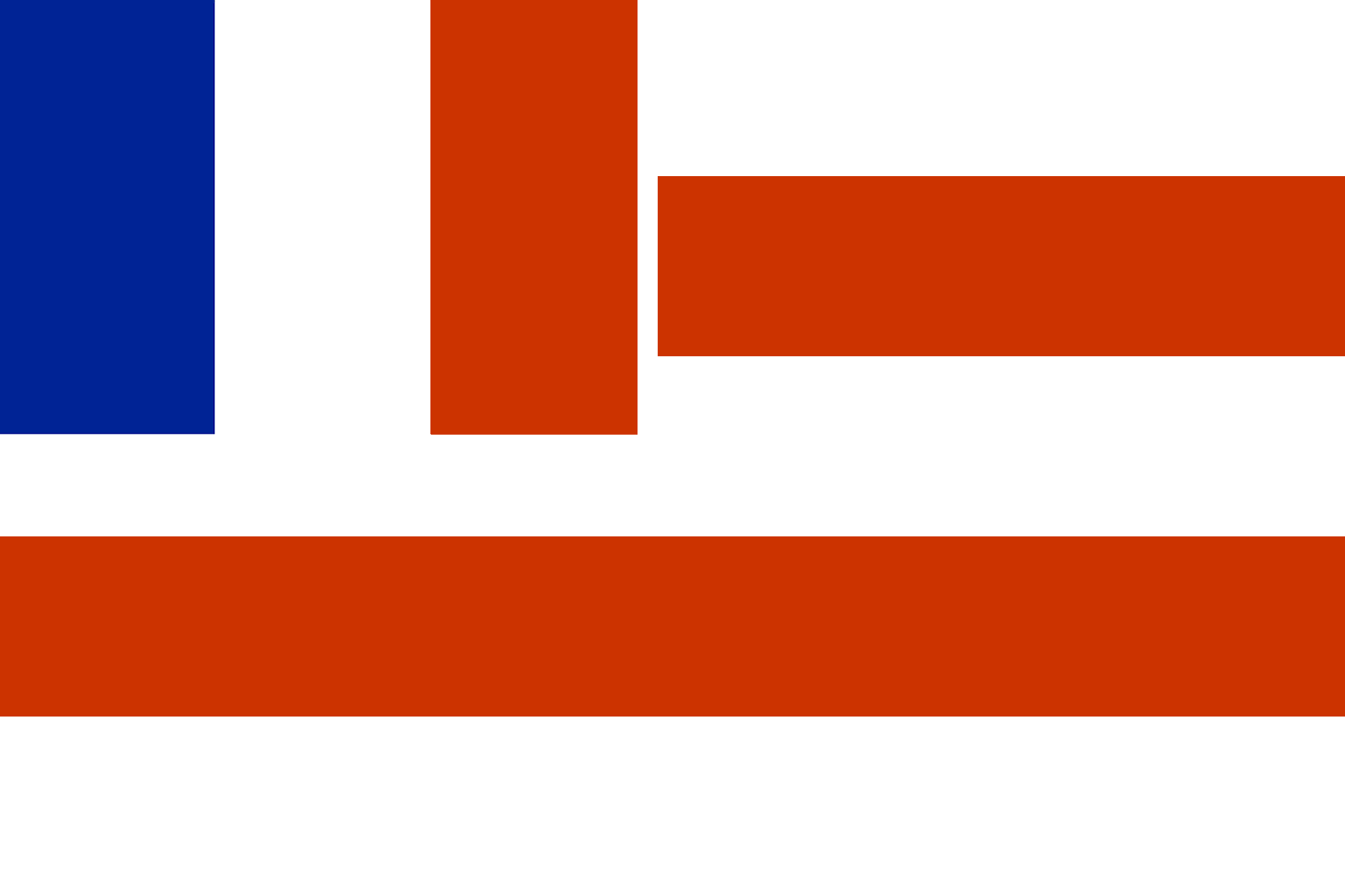
Drapeau du protectorat français de Raiatea en Polynésie française (1880-1897)
Drapeau d'Algérie française (1875)[1]
Drapeau du pavillon de l'Algérie à l'Exposition Universelle de 1900
Drapeau du gouverneur général français Aimable Pélissier (1848-1854 et 1860-1864)
Drapeau de la voiture du gouverneur général de l'Algérie Jacques Soustelle (1955-1956)
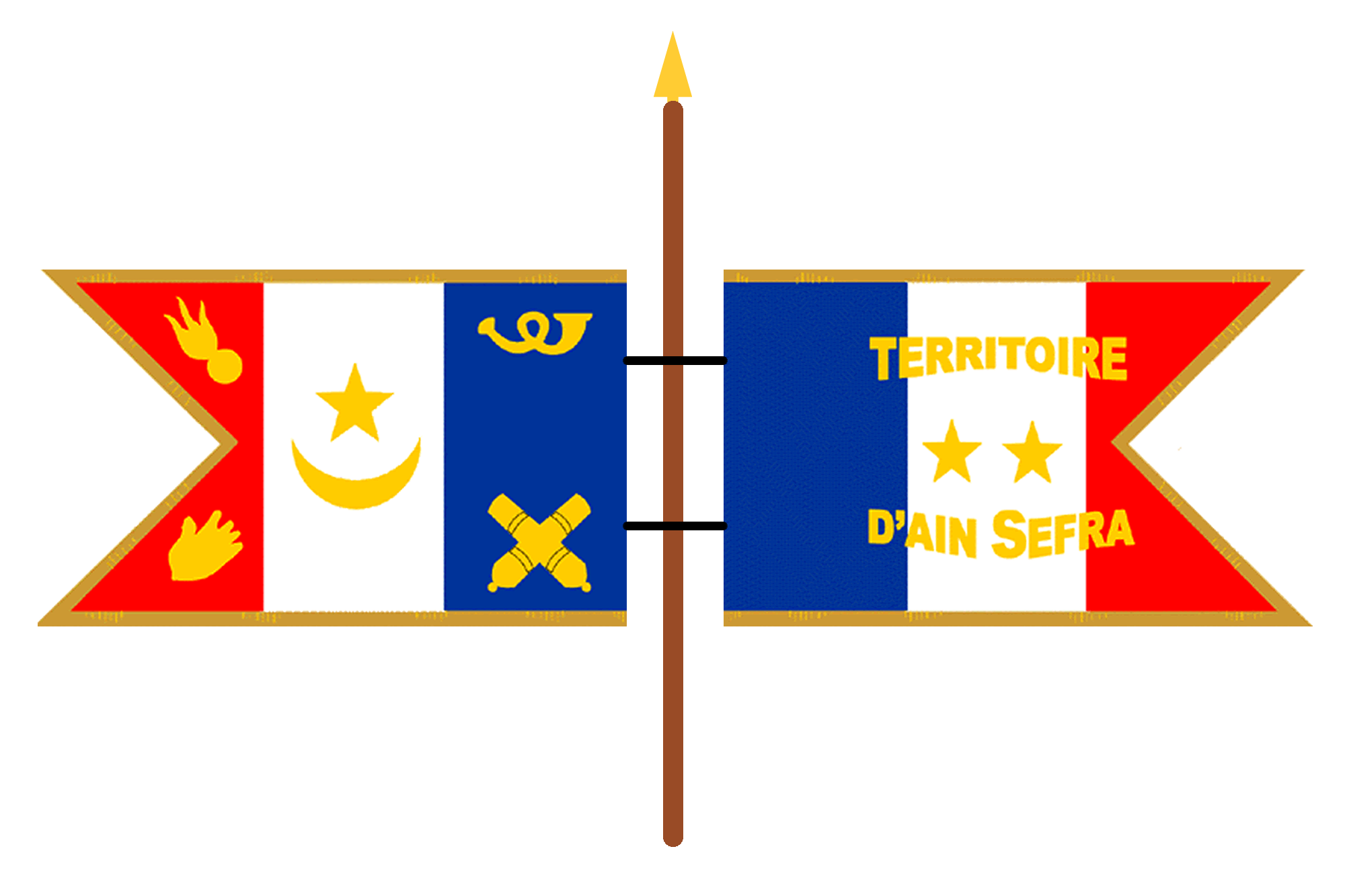
Drapeau de Aïn Sefra et du véhicule du Général Laperrine (Algérie française)
Drapeau du protectorat français de Wallis-et-Futuna (1886-1887)
Drapeau du protectorat français de Wallis-et-Futuna (1887-1910)
Drapeau du protectorat français de Wallis-et-Futuna (1910-1976)
Drapeau du protectorat français de Wallis-et-Futuna (1976-1985)
Drapeau du protectorat e Futa Djallon de 1896 à 1912 dans l'actuel Guinée
Drapeau du Territoire autonome Nung

### Drapeaux à histoire française

Drapeau de l'Acadie adopté par les Acadiens le 15 août 1884 lors d’une Convention nationale à Miscouche.
Drapeau des Franco-Américains
Drapeau des Franco-Albertains
Drapeau des Franco-Terreneuviens
Drapeau des Acadiens en Nouvelle-Angleterre
Drapeau de l’Acadiane
Drapeau des franco-colombiens
Drapeau des franco-manitobains
Drapeau des franco-ontariens
Drapeau des franco-ténois
Drapeau de la communauté franco-yukonnais
Drapeau de fransaskois
Drapeau des franco-nunavois
Drapeau de la République de Korça
Drapeau de la République de Sonora (1852-1854)
Drapeau de la France libre
Drapeau personnel de Philippe Pétain en tant que Chef d’État du Régime de Vichy
Drapeau des Pieds-noirs  (2008-)
Drapeau non-officiel des « Français d'Algérie » (Pieds-Noirs)
Drapeau de la Louisiane en 1861
Drapeau de la République du Vercors
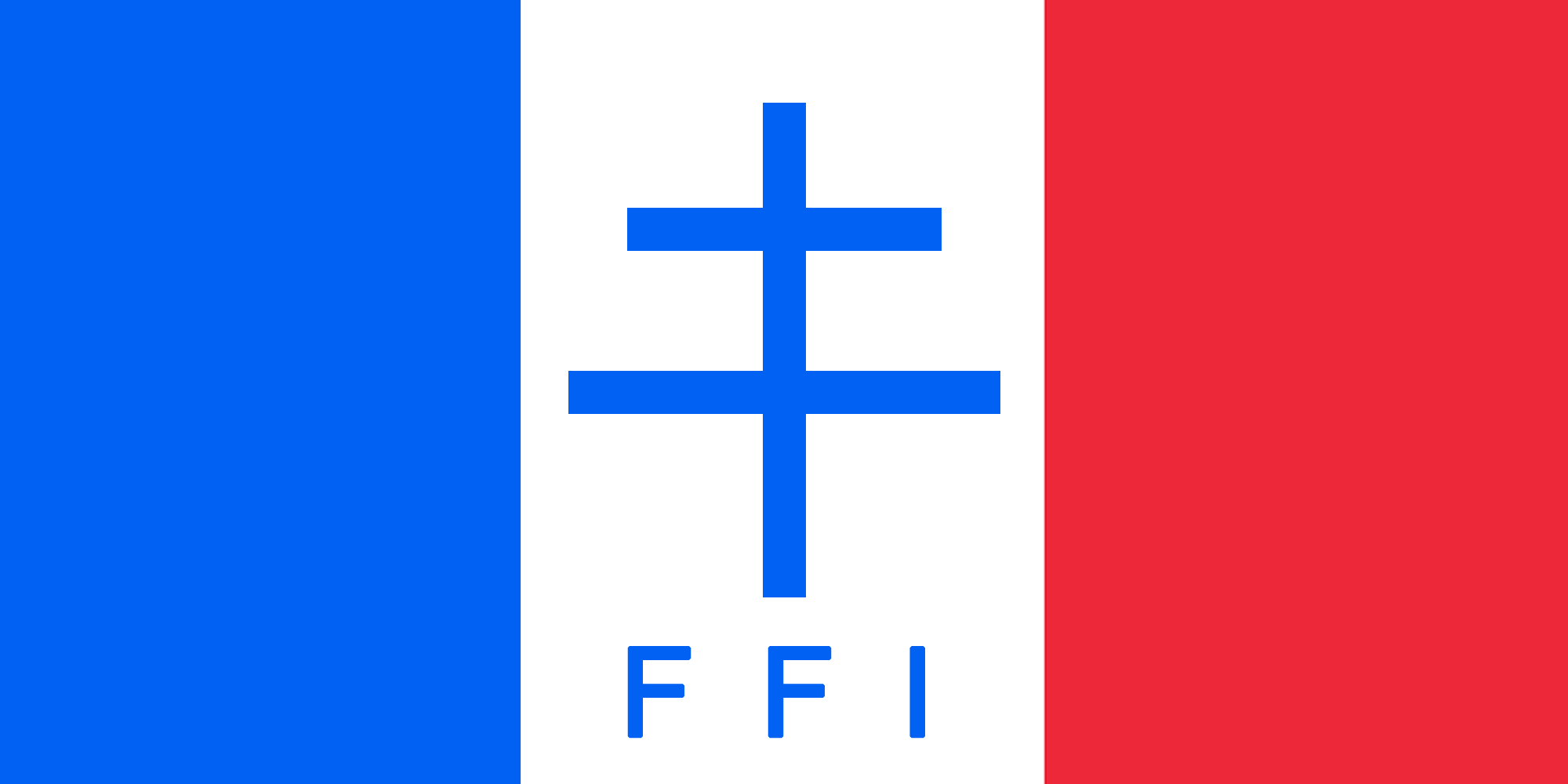
Le brassard utilisé par les Forces françaises de l’Intérieur
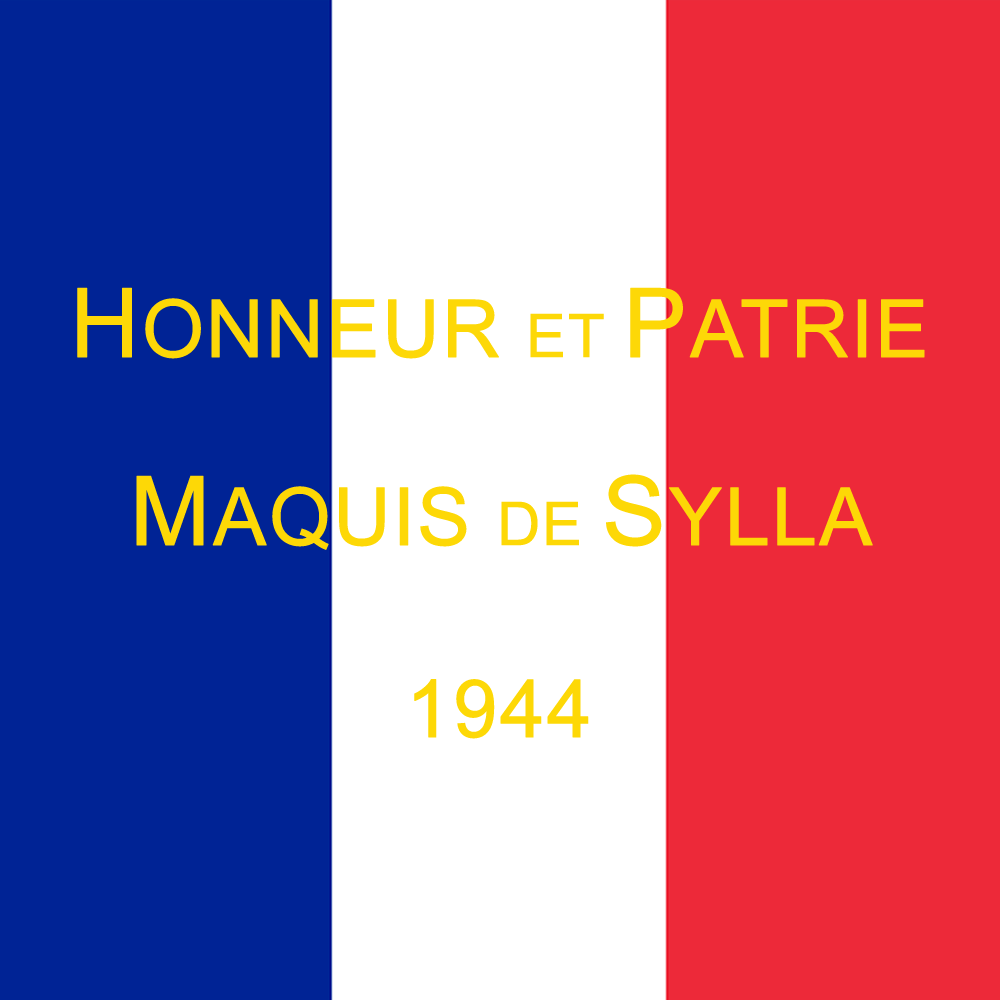
Drapeau du Maquis de Sylla (1944)
Drapeau du Minnesota avec la devise « L'Étoile du Nord »
Drapeau de l'Alliance française des étudiants de Chicago
Drapeau de Détroit
Drapeau de Baton Rouge en Louisiane
Drapeau de la République de la Guyane indépendante (1886-1887)
Drapeau de Louisville (1949-2003)
Drapeau du Québec adopté dans sa version actuelle le 21 janvier 1948 en remplacement du carillon sacré-cœur et du Blue Ensign québécois.

### Drapeaux ultramarins en vigueur

Drapeau des Terres australes et antarctiques françaises (2005- )
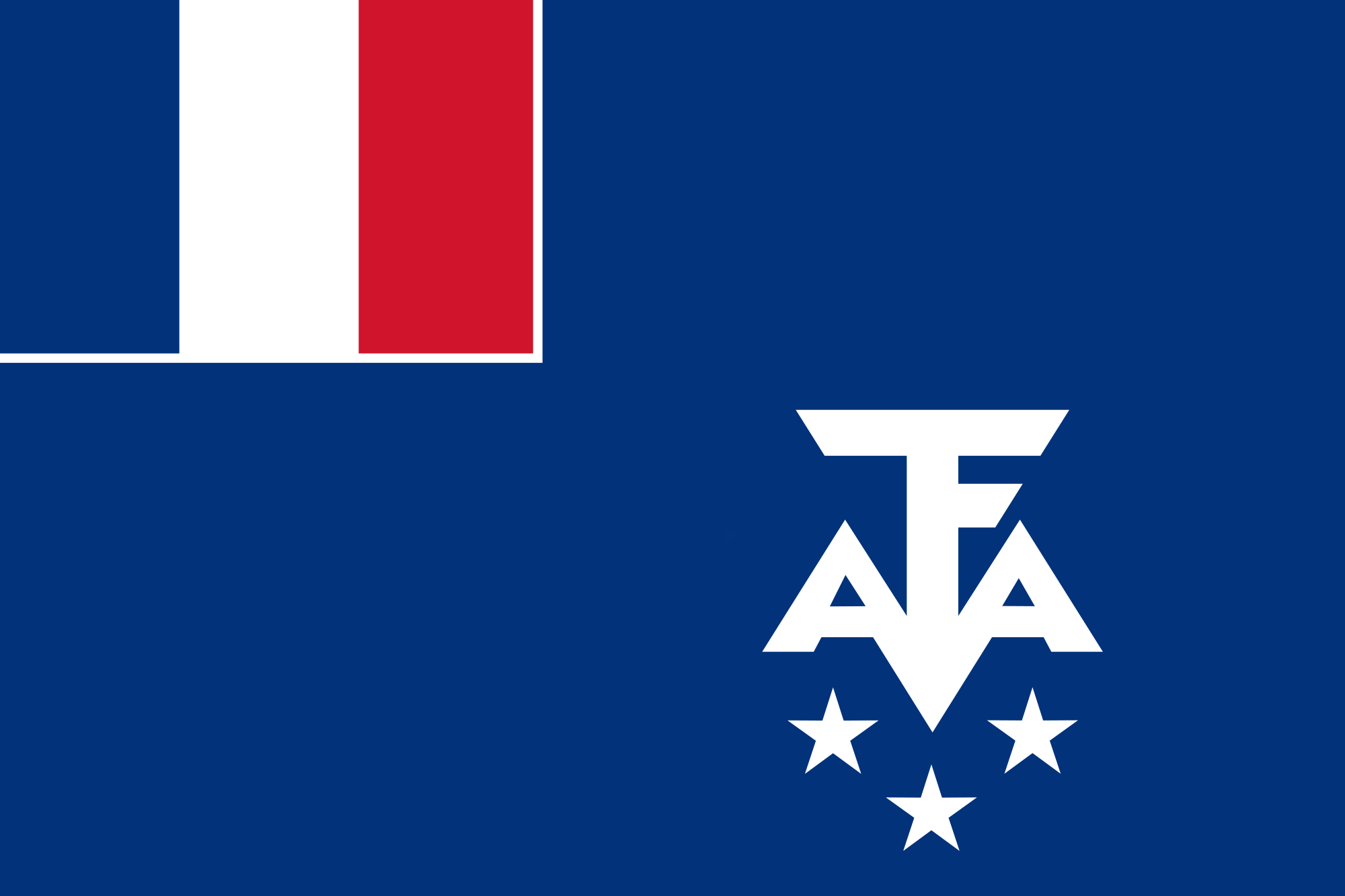
Drapeau des Terres australes et antarctiques françaises (1958-2005)
Drapeau non officiel de Wallis-et-Futuna
Drapeau du ministère français de l'Outre-mer et des Colonies
Drapeau de Uvea (Wallis-et-Futuna)
Drapeau de Sigave
Drapeau de Alo (Wallis-et-Futuna)
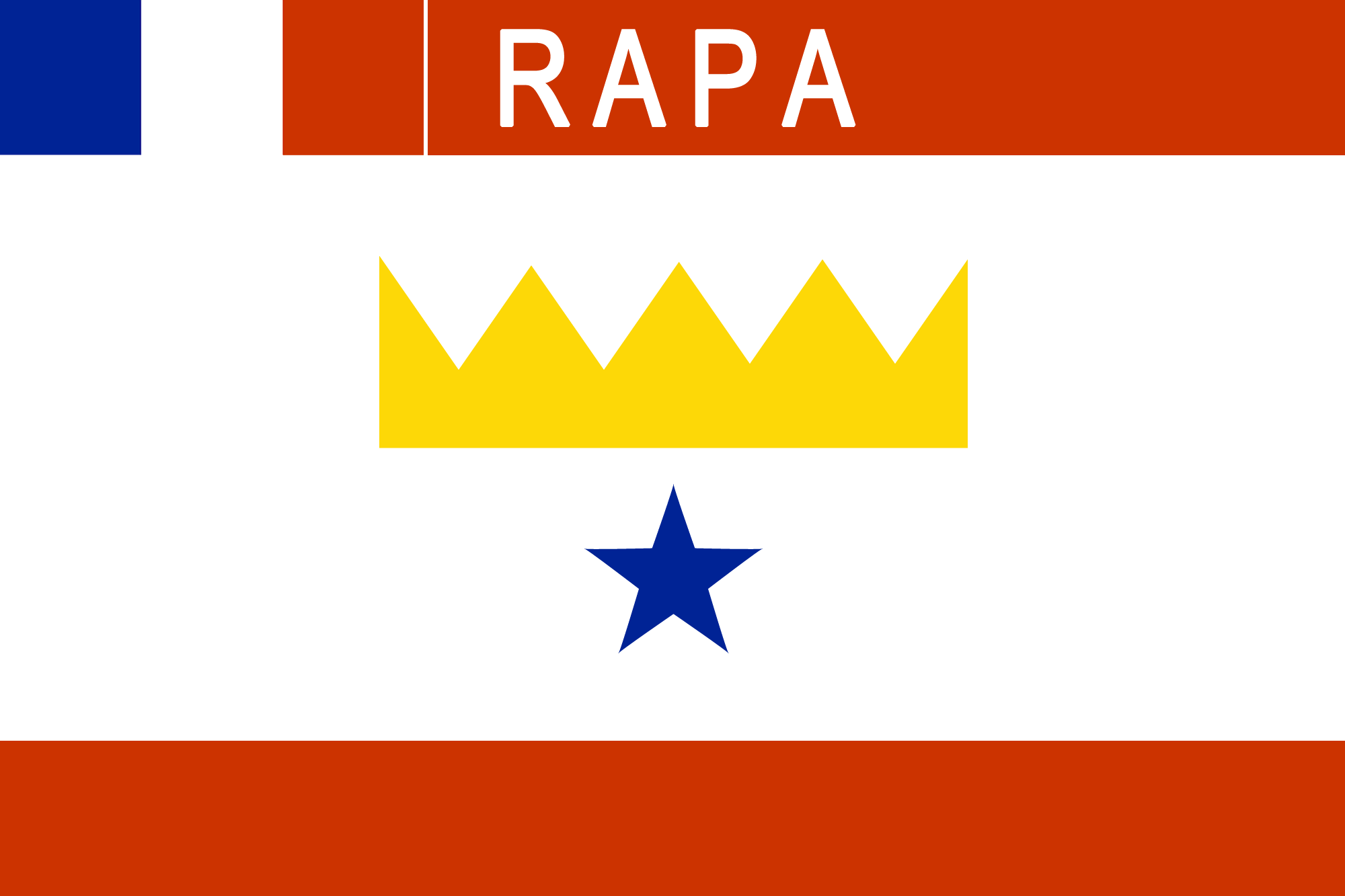
Drapeau de Rapa (Polynésie française)